# Greenidea siamensis
Greenidea siamensis är en insektsart. Greenidea siamensis ingår i släktet Greenidea och familjen långrörsbladlöss. Inga underarter finns listade i Catalogue of Life.